# Medaglia del Montenegro
La medaglia del Montenegro fu una medaglia militare conferita dal sultano Abdul Aziz ai soldati dell'impero ottomano che presero parte alla guerra ottomano-montenegrina del 1861-1862 sotto il comando di Omar Pascià.

## Insegne
- La  medaglia consisteva in un disco d'argento riportante sul diritto il tughra del sultano ottomano con la frase araba "Con l'assistenza del Dio altissimo, Abdulaziz Khan, sovrano dell'Impero ottomano", il tutto posto sopra una mezzaluna ottomana. Sul retro si trovava la raffigurazione di un paesaggio del Montenegro con montagne e un cannone puntato, il tutto sovrastato dalla bandiera ottomana issata su un'asta. Sotto il tutto si trova un cartiglio con la scritta in arabo "Karadag" (Montenegro) e la data 1279 (1863 dell'era cristiana).
- Il nastro era rosso con una striscia verde per parte.